# Plan warstwicowy
Plan warstwicowy (sytuacyjno-warstwowy) - pojęcie zapożyczone dla potrzeb archeologii z geologii. Jest to plan wysokościowy wykonywany przy zastosowaniu metod geodezyjnych. 
Wykonywany jest w skali adekwatnej do rozmiarów stanowiska archeologicznego. 
Niegdyś wykonanie planu warstwicowego stanowiska było bardzo skomplikowane i pracochłonne. Obecnie dzięki wykorzystaniu specjalistycznych programów komputerowych przygotowanie planu jest szybsze oraz łatwiejsze. Jeśli stanowisko jest duże a jego topografia skomplikowana z pomocą dla archeologów przychodzą geodeci. 
Na plan warstwicowy nakładana jest siatka pomiarowa, w oparciu o którą wytyczane są kolejne wykopy.